# Catedral de San Juan y San Finbar
La Catedral de San Juan y San Finbar  (en inglés: Cathedral of Saint John and Saint Finbar) es el nombre que recibe un edificio religioso ya desaparecido que fue conocido como la primera catedral católica en Charleston, Carolina del Sur en la costa este de los Estados Unidos. 
El templo fue Iniciado en 1850 y consagrado formalmente en una ceremonia religiosa el 6 de abril de 1854, siendo destruido el 11 de diciembre de 1861, en un incendio provocado por un accidente en una fábrica que devastó gran parte de Charleston. Una nueva catedral dedicada a San Juan Bautista, construida en el mismo sitio se inició en 1890. Se inauguró en 1907 y se completó totalmente en 2010.

## Véase también

Vista de las ruinas en 1865